# Алоїз Мусіль

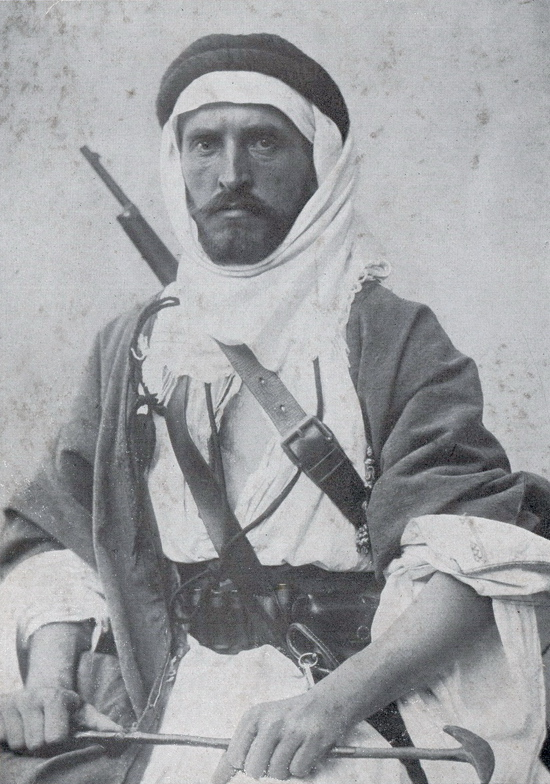
Алоїс Мусіль («Шейх Муса»), 1901 рік

Алоїз Мусіль (30 червня 1868 — 12 квітня 1944) — моравський теолог, сходознавець, дослідник та двомовний чеський та німецький письменник.

## Біографія
Мусіль був найстаршим сином, народився він у 1868 році в бідній фермерській родині в Моравії (тоді цислейтанська частина Австро-Угорської імперії, сьогодні Чехія). Його батьківщина Рихтаржова була в оточенні німецькомовних, що дозволило йому та його братам навчитися читати та писати як німецькою, так і чеською мовами. Він був двоюрідним братом австрійського письменника Роберта Музіля. У 1887—1891 роках він вивчав римо-католицьку теологію в Оломоуцькому університеті, був освячений у священики у 1891 році та отримав ступінь доктора богослов'я у 1895 році. У 1895—1898 рр. навчався в Домініканській біблійній школі в Єрусалимі, у 1897—1898 рр. В Єзуїтському університеті св. Йосифа в Бейруті, 1899 р. В Лондоні, Кембриджі та Берліні . 

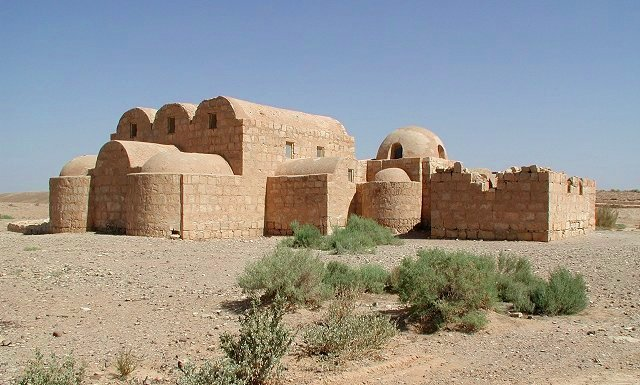
Кусайр-Амра в Йорданії був відкритий Мусілем і є об'єктом Світової спадщини ЮНЕСКО з 1985 року

Він багато подорожував арабським світом і повертався до нього до 1917 року, збираючи величезний науковий матеріал. Серед його відкриттів — пустельний замок 8 століття Кусайр-Амра, відомий нині своїми образними ісламськими картинами. У процесі спроби викрасти у Кусайр-Амри відому фреску «Омеяд » у "Шістьох королів " він назавжди пошкодив картину.
Між поїздками Музил продовжував працювати над своїми публікаціями та читати лекції. У 1902 р. він став професором теології в Університеті Оломоуца, а в 1909 р. — професором біблійних студій та арабської мови у Віденському університеті. Окрім сучасних та класичних мов, він опанував 35 діалектів арабської мови.
Під час Першої світової війни його відправили на Близький Схід для усунення британських спроб розпалити революцію проти Османської імперії, виступивши таким чином противником Т. Е. Лоуренса.  У 1917 році він подорожував Близьким Сходом з ерцгерцогом Губертом Сальватором Австрійським. Є припущення, що місія мала політичний мотив, пов'язаний із повстанням Арабу проти османського уряду.
Після війни став професором Карлового університету в Празі (1920), незважаючи на протилежні голоси, обурені його тісними зв'язками  з Домом Габсбургів. Він допоміг створити Східний інститут Академії наук у Празі.
У співпраці з американським промисловцем Чарльзом Річардом Крейн опублікував свої твори англійською мовою (1922–23). Окрім наукової роботи та популярних книжок про подорожі, він опублікував 21 роман для юних читачів. 
Мусіль працював у Карловому університеті до 1938 року, але був активним до самого кінця свого життя. Він помер в Отрибах через дисфункцію нирок, ускладнену хворобою легенів. 

## Творчість
Мусіль найбільше відомий своїм відкриттям Кусайр-Амри.. Написав понад 50 книг (у тому числі шість ілюстрованих творів, виданих Американським географічним товариством, та 20 книг для дітей); близько 1200 наукових статей; транскрипції та переклади віршів та пісень бедуїнів; виготовив тисячі фотографій археологічних розкопок.
- Ḳuṣejr ʻamra und andere Schlösser östlich von Moab: Topographischer Reisebericht, Wien 1902
- Sieben samaritanische Inschriften aus Damaskus, Wien 1903
- Od stvoření do potopy (Від створення до потопу), Праг 1905
- Auf den Spuren der Geschichte des Alten Testaments, 2 Bde., Olmütz 1906/07
- Kuseir 'Amra, 2 Bde., Wien 1907
- Arabia Petraea, 4 Bde., Wien 1907/08
- Ethnologischer Reisebericht, Wien 1908
- Im nördlichen Hegaz, Wien 1911
- Zur Zeitgeschichte von Arabien, Leipzig 1918[12]
- Північні гегази, топографічний маршрут, Американське географічне товариство, сходознавство та дослідження No: 1, 1926
- Північний Негд, Нью-Йорк 1928
- Манери і звичаї бедуїнів Рували, Нью-Йорк 1928
- В Аравійській пустелі, організована для публікації Кетрін Макгіффорт, Нью-Йорк 1930
- Krest'anské Církve dnešního orienta (Християнські церкви на сучасному Сході), Ольмюц 1939
- 1910—1933 рр. Понад 1500 статей, внесків до зібраних нарисів та нових паперових статей, найважливіші зібрані в: Dnešní Orient, 11 Bde., Prag 1934—1941.